# SnatchBot
A SnatchBot szoftver egy ingyenes, felhőalapú csevegőrobot-készítési eszköz, amelyet a közösségi hálókra terveztek.

## Történet
A SnatchBotot 2015-ben alapította Henri Ben Ezra és Avi Ben Ezra. A SnatchBot az Izraeli Herzlija Pituából származó egyik legújabb technológiai vállalat.
2017 júliusában a Snatchbot szponzorálta a Németországi Berlinben megrendezésre kerülő Chatbot Summit rendezvényt. 2017 decemberéig több mint 30 millió végfelhasználó került kapcsolatba a SnatchBot platformra épített csevegőrobotokkal.

## Szolgáltatások
A SnatchBot segít a felhasználóknak robotokat készíteni a Facebook Messenger, Skype, Slack, SMS, Twitter és az egyéb közösségi hálózati platformokra. A SnatchBot emellett ingyenes természetes nyelvfeldolgozási modelleket kínál. A vállalat Gépi tanulási eszközeivel együtt a platform olyan csevegőrobotok létrehozását teszi lehetővé, amelyek képesek elemezni a felhasználók szándékait.